# Sampo
Не путать с Sompo Holdings, японской страховой компанией
Sampo Group — финская финансовая группа, одна из крупнейших в Скандинавии. Состоит из материнской финансовой компании Sampo plc и двух целиком принадлежащих ей страховых компаний — по страхованию жизни (Mandatum Life Insurance Company) и по имущественному страхованию (If P&C Insurance Holding Ltd), а также долей в датской и британской страховых компаниях.
13,9 % акций группы принадлежит правительству Финляндии.
В списке крупнейших публичных компаний мира Forbes Global 2000 за 2021 год Sampo заняла 764-е место (934-е по размеру выручки, 544-е по активам и 698-е по рыночной капитализации).

## История
Компания была основана в 1909 году в Турку. В 1935 году было открыто отделение в Хельсинки, а после Второй мировой войны отделения были открыты по всей Финляндии. В 1967 году Sampo объединилась с Kaupunkien Keskinäinen Vakuutusyhtiö, одной из старейших страховых компаний страны. В 1970 году была поглощена Tarmo Mutual Pension Insurance Company, а в 1977 году — Kaleva, старейшая финская компания по страхованию жизни. 14 января 1988 года акции компании были размещены на Хельсинкской фондовой бирже. В 1994 году были поглощены ещё три страховые компании, пострадавшие от экономического спада в Финляндии в начале 1990-х годов. В середине десятилетия компания впервые вышла на зарубежные рынки, создав филиалы в странах Балтии и России. В 1997 году была основана дочерняя компания по страхованию жизни, и к концу 1990-х годов Sampo стала крупнейшей страховой компанией Финляндии.
В 2000 году произошло слияние с государственным банком Leonia, в образовавшейся финансовой группе Sampo-Leonia правительство Финляндии стало крупнейшим акционером. В 2002 году группа купила долю в скандинавском страховщике If, а через два года установила над ним полный контроль. В 2006 году банковские операции были проданы Danske Bank за 4 млрд евро, что стало крупнейшей транзакцией в истории Финляндии. В 2010 году была куплена доля в крупнейшем банке Скандинавии Nordea, а в 2011 году — во второй крупнейшей страховой компании Дании, Topdanmark. В 2020 году совместно с южно-африканской компанией Rand Merchant Investment была куплена британская компания Hastings, специализирующаяся на автостраховании.

## Деятельность

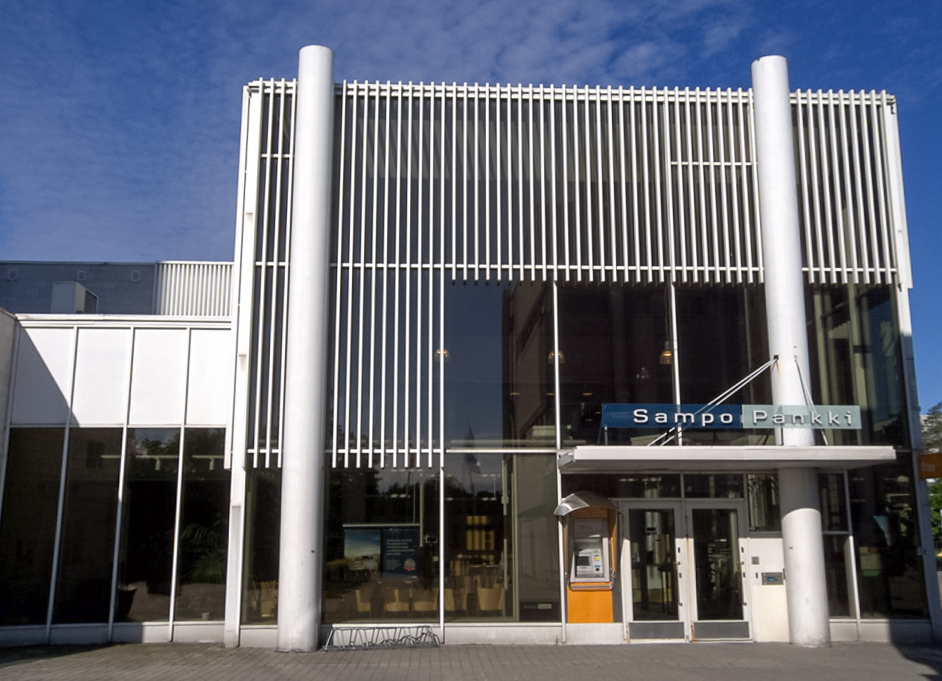
Офис Sampo в Тапиоле

Страховые премии за 2020 год составили 8,38 млрд евро (из них 6,24 млрд пришлось на страхование имущества и от несчастных случаев), инвестиционный доход — 1,38 млрд евро; страховые выплаты составили 5,44 млрд евро. По размеру выручки основными рынками являются Дания (3,22 млрд евро), Финляндия (2 млрд евро), Швеция (1,59 млрд евро), Норвегия (1,35 млрд евро).
В России группе с апреля 2006 года принадлежит небольшой Профибанк (Санкт-Петербург, его активы на 1 января 2006 года составляли 27,5 млн руб. — 1171-е место среди российских банков, капитал — 14,4 млн руб. — 1126-е место).

### IF (страховая компания)
If P&C Insurance — входящая в группу Sampo страховая компания по имущественному страхованию (включая страхование имущества и ответственности). If P&C Insurance — один из ведущих страховщиков в этом сегменте в Скандинавии, у неё примерно 3,6 миллионов клиентов в Скандинавии и странах Балтии. If предлагает страховые решения и сервис в Финляндии, Швеции, Норвегии, Дании, Эстонии, Латвии, Литве и в России, штаб-квартира в Солно, пригороде Стокгольма. Страховые премии в 2020 году составили 4,59 млрд евро, в ней работает 7182 сотрудника.

#### IF в России
В 2008 году страховая компания IF купила российскую страховую компанию «Регион»,. Однако бизнес в России у финской компании развивался плохо и в июле 2012 года эта компания была продана холдингу Generali PPF.

### Topdanmark
Вторая крупнейшая страховая компания Дании, Sampo Group принадлежит в ней 47 % акций. Страховые премии за 2020 год составили 2,71 млрд евро, в ней работает 2428 сотрудников.

### Hastings
Британская страховая компания, в 2020 году Sampo Group довела свою долю в ней до 70 % (остальные у Rand Merchant Investment Holdings). В компании работает 2965 сотрудников.

### Nordea
В 2000—2006 годах Sampo Group проводила банковские операции под брендом Sampo Bank. В 2006 году банковский бизнес Sampo был продан датскому банку Danske Bank, а вырученные средства были инвестированы в приобретение акций крупнейшего в Скандинавии банка Nordea со штаб-квартирой в Стокгольме. Nordea Bank AB является ассоциированным членом группы Sampo, на конец 2020 года ей принадлежало 15,87 % его акций (после продажи в октябре 4 процентов акций с большим убытком). Доля в банке является основным активом подразделения «Холдинг», принёсшего по результатам 2020 года убыток 826 млн евро. За 2021 год доля была сокращена до 6,1 %.

### Mandatum Life
Mandatum Life является дочерней страховой компанией, работающей в Финляндии, Латвии, Литве и Эстонии. Её страховые премии за 2020 год составили 1,05 млрд евро, в ней работает 576 сотрудников.

## Интересные факты
В карело-финской мифологии Сампо — уникальный магический чудо-предмет, источник счастья, благополучия и изобилия. В эпосе Калевала его создатель Элиас Лённрот представил Сампо в виде мельницы. По тексту Калевалы, Сампо намалывает столько хлеба, соли и золота, что хватает на еду, припасы и устройство пиров. Крышка мельницы символизирует усеянный звёздами небесный купол, вращающийся вокруг центральной оси — опоры, на которой покоится весь мир. Руны о Сампо исполнялись во время календарных праздников.